# 금발의 제니

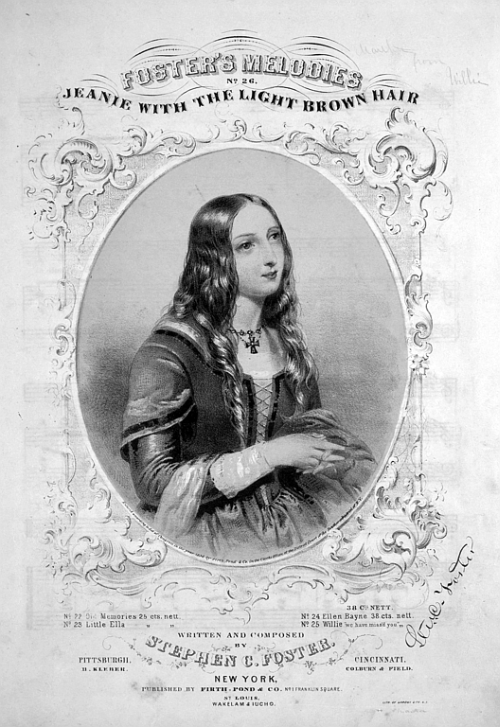
금발의 제니의 표지

"금발의 제니" (Jeanie with the Light Brown Hair)는 1854년 스티븐 포스터가 아내 제인 맥도웰을 위해 작곡한 노래이다.